# Мисисипи у пламену
Мисисипи у пламену (енгл. Mississippi Burning) амерички је криминалистички драмски трилер филм редитеља Алана Паркера, а по сценарију Криса Џеролма из 1988. године. У њему глуме Џин Хекман и Вилем Дефо као два агента ФБИ-а који истражују нестанак тројице активиста за грађанска права у измишљеном округу Џесуп у Мисисипију, на које становници града, локална полиција и Кју Клукс Клан реагују непријатељски.

## Радња
САД, Мисисипи, 1964. Убиство тројице активиста за људска права подиже талас нереда. Агенти ФБИ Андерсон и Ворд добијају задатак да истраже случај и пронађу криминалце. Два агента имају веома различите приступе: агент Алан Ворд, млади либерални северњак, има стриктан уставни приступ истрагама. Агент Андерсон сматра да је за постизање циља неопходно прекршити закон, иначе ће убице остати на слободи.
Испоставља се да је тешко спровести истрагу: локални шериф је повезан са великом групом Ку Клукс Клана. Поред тога, агенти не могу да пронађу ниједног црнца који би сведочили због страха од одмазде белаца. Полако али постојано, однос између Варда и Андерсона почиње да се погоршава. Ситуација је још више ескалирала када су пронађена тела активиста за људска права. Шерифов заменик Клинтон Пел разуме да је управо његова супруга указала Андерсону на место сахране тројице активиста, због чега је он туче. Када је Андерсон види у болници, између агената избија туча, али након окршаја, агенти се слажу да ће заједно радити на Андерсоновом приступу да ухвате починиоце.
Повезујући се са истрагом црног агента ФБИ који је киднаповао градоначелника и застрашио га, Андерсон и Ворд сазнају имена убица. Након тога шаљу лажне позиве за упознавање чланова клана који стигну на наведену локацију. Али ускоро ће схватити да је све ово намештено, почињући да сумњају једни на друге за издају. Андерсон и Ворд, који су поставили прислушкивач на месту окупљања, схватају да је Лестер највише уплашен и да ће управо он помоћи да се „предају“ његови саучесници.
До вечери, Лестер је код куће. Видевши на травњаку запаљени крст, покушава да побегне, али га ухвате тројица мушкараца у белим маскама (како је мислио - његови саучесници), који покушавају да га обесе. У истом тренутку долази ауто са агентима ФБИ, који спасавају момка и са њим организују потеру за бандитима (у ствари, киднапери су агенти ФБИ-ја у клановим шеширима). Трик ради.
Лестер, верујући да су му сопствени саучесници угрозили живот, сведочи ФБИ. Овај доказ је изузетно важан - помоћи ће у подизању оптужнице за кршење грађанских права, што омогућава кривично гоњење на савезном нивоу. Већина клановаца проглашена је кривим и осуђена на казну од три до десет година затвора. Шериф Стаки је ослобођен оптужби. Градоначелник се, остајући на слободи, обесио, плашећи се кривичног гоњења.
Пелова жена се враћа у своју опљачкану кућу и одлучује да остане у свом родном граду и почне свој живот испочетка.
Филм завршава певањем конгрегације (и црне и беле) у недељу ујутро на месту спаљене цркве. Ворд се први пут обраћа Андерсону по имену, питајући га: „Руперте, да ли би волео да возиш?“, на шта он одговара: „Да“.

## Улоге
| Глумац             | Улога                      |
| ------------------ | -------------------------- |
| Џин Хекмен         | агент Руперт Андерсон      |
| Вилем Дефо         | агент Алан Ворд            |
| Френсис Мекдорманд | госпођа Пел                |
| Бред Дуриф         | заменик шерифа Клинтон Пел |
| Р. Ли Ерми         | градоначелник Тилман       |
| Гејлард Сартејн    | шериф Реј Стаки            |
| Стивен Тоболовски  | Клејтон Таунли             |
| Мајкл Рукер        | Френк Бејли                |
| Пруит Тејлор Винс  | Лестер Ковенс              |
| Баџа Џола          | агент Манк                 |
| Кевин Дан          | агент Берд                 |
| Тобин Бел          | агент Стоукс               |
| Френки Фејзон      | проповедник                |
| Том Мејсон         | судија                     |
| Џефри Нофтс        | путник са козјом брадицом  |
| Рик Зиф            | путник                     |
| Кристофер Вајт     | црнац путник               |
| Парк Оверал        | Кони                       |
| Даријус Мекрери    | Арон Вилијемс              |